# Strauchbufo raddei
A Strauchbufo raddei a kétéltűek (Amphibia) osztályába, a békák (Anura) rendjébe és a varangyfélék (Bufonidae) családba tartozó Strauchbufo nem monotipikus faja. A faj neve Gustav Radde német természettudósnak és kutatónak, míg a nem neve Alexander Strauch orosz természettudósnak, herpetológusnak állít emléket.

## Elterjedése
A faj Kína északkeleti részén, Koreai Népköztársaságban, Mongóliában és Oroszország keleti részén, a Bajkál-tótól keletre honos 600–2700 m-es tengerszint feletti magasságban. Természetes élőhelye lombhullató és örökzöld erdők széle, ligetek, bozótosok, rétek, sztyeppék. A faj egyedei nagy számban fordulnak előlakott területeken, városokban és művelt területeken. Egyaránt kedveli a száraz és nedves élőhelyeket. Még a sztyeppés területeken is nemcsak víz mellett, hanem a víztől távolabbra is megtalálható.

## Megjelenése
A Strauchbufo raddei közepes testű békafaj, a kifejlett egyedek mérete 40–90 mm. Feltűnően nagy méretű a szem mögötti paratoid mirigy. Pupillái vízszintesek. A hímek torkán megnyúlt bőrképződmény a hangképzésre szolgál. Háta világos olajzöld, zöldesszürke vagy szürke nagy sötét foltokkal, néha vöröses pöttyökkel. Hasa világosszürke néhány sötét folttal tarkítva. A hímek a torokredőben és kisebb testméretben különböznek a nőstényektől.

## Természetvédelmi helyzete
A fajra nézve jelenleg nincs veszélyforrás. Legjelentősebb veszélyt az országutakon közlekedő járművek jelentik számára.